# Krisztina Egerszegi
Krisztina Egerszegi (en hongarès: Egerszegi Krisztina) (Budapest, Hongria, 1974), és una nedadora hongaresa, ja retirada, guanyadora de set medalles olímpiques.

## Biografia
Va néixer el 16 d'agost de 1974 a la ciutat de Budapest, capitali d'Hongria.

## Carrera esportiva
Gran especialista en la modalitat d'esquena, va participar, als 14 anys, en els Jocs Olímpics d'Estiu de 1988 celebrats a Seül (Corea del Sud), on va aconseguir guanyar la medalla d'or en la prova dels 200 metres esquena, on establí un nou rècord olímpic, i la medalla de plata en la prova dels 100 metres esquena. En els Jocs Olímpics d'Estiu de 1992 celebrats a Barcelona (Catalunya) es convertí en una de les principals figures de la natació en guanyar tres medalles d'or en les tres proves en les quals participà: els 100 i 200 m. esquena, en les quals establí sengles rècords olímpics, i els 400 metres estils. En els Jocs Olímpics d'Estiu de 1996 realitzats a Atlanta (Estats Units) aconseguí guanyar una nova medalla d'or en la prova dels 200 metres esquena, la tercer consecutiva, i una medalla de bronze en la prova dels 400 metres estils, a més de finalitzar onzena en els relleus 4x100 metres estils.
Al llarg de la seva carrera ha guanyat 3 medalles en el Campionat del Món de natació, dues d'elles d'or; i 13 medalles en el Campionat d'Europa de natació, entre elles nou medalles d'or.
Fou nomenada per la revista Swimming World Magazine millor nedadora de l'any el 1991, 1992 i 1995; i nedadora europea de l'any el 1990, 1991, 1992 i 1995.